# Ordre du Mérite touristique
L’ordre de Mérite touristique, créé par décret en date du 27 mai 1949 en France, avait pour vocation de récompenser les personnes ayant rendu d'éminents services à la cause du tourisme et contribué à son développement tant en France qu'à l'étranger.
L'ordre comportait trois classes : chevalier, officier et commandeur et sa gestion était assurée par le Ministre du Tourisme, assisté d'un conseil de l'ordre comprenant dix membres, tous commandeurs de droit.

## Histoire
L'ordre du Mérite touristique fut créé par le ministère des Travaux publics, des transports et du tourisme le 27 mai 1949 à la suite du décret no 49-719. Celui-ci a pour but de récompenser les personnes qui ont contribué au développement du tourisme de la France.
Le 22 octobre 1952, le décret no 52-1189 abroge l'article no 11 du décret no 49-719.
À la suite du décret no 63-1196 du 3 décembre 1963 sur la création de l'ordre national du Mérite, l'ordre du Mérite touristique est dissous. Cependant les titulaires de l'ordre continuent à jouir des prérogatives qui y sont attachées.

## Nomination
Pour être reçu dans l'ordre du Mérite touristique, il faut être âgé de quarante ans et de jouir de ses droits civils et de justifier de quinze années de service rendu au tourisme. Cependant, le candidat pourra déroger aux conditions d'âge et d'ancienneté s'il justifie d'un service extraordinaire et que le conseil de l'ordre est unanime. 
Les étrangers peuvent également être admis dans l'ordre sans conditions d'âge ou d'ancienneté s'ils ne vivent pas en France. Pour ce qui est des étrangers vivant en France, ils devront suivre les mêmes conditions que les citoyens français.
Chaque nomination est rendue publique par un décret publié dans le Bulletin officiel des décorations, médailles et récompenses.

## Conseil de l'ordre
Le conseil de l'ordre est composé d'un membre du conseil de la Légion d'honneur, de deux hauts fonctionnaires ; le directeur général du Tourisme, le président délégué du conseil supérieur du tourisme, deux fonctionnaires, un membre du conseil supérieur du tourisme, un président du comité régional du tourisme, un membre du cabinet du ministre des Travaux publics des transports et du tourisme, un membre du conseil, le chef du bureau du cabinet assisté d'un chef ou d'un sous-chef du bureau de la direction générale du tourisme.
Les membres du conseil de l'ordre sont de droit commandeurs du Mérite touristique.

## Apparence
La décoration de l'ordre du Mérite touristique se compose d'une plaque rectangulaire, formant un écusson, arrondie en demi-cercle à sa partie inférieure et dont la partie supérieure portant bélière se rattache à l'ensemble sur deux arcs de forme concave.
Celle-ci est bordée au niveau de son pourtour d'une ligne en relief sur laquelle s'adosse une guirlande de feuilles de laurier. À l'avers, une République debout en bonnet phrygien se détache sur une carte de France, faisant un geste d'accueil ; sous ses pieds se trouve en relief et en demi-cercle « République française ».
La médaille de chevalier a une largeur de 30 mm et une longueur de 43 mm, celle-ci est en bronze argenté. Elle suspendue à un ruban. Celle d'officier est en vermeil d'une même longueur/largeur que celle de chevalier. Celle-ci est suspendue à un ruban avec une rosette de 22 mm. La médaille de commandeur en vermeil d'une largeur de 40 mm et d'une longueur de 55 mm porté en cravate.
Le ruban est fait de soie bleu azur comportant de chaque côté une raie verte intermédiaire et d'une raie rouge extérieure d'une largeur de 3,5 mm, il fait 37 mm de largeur.

## Grades

Chevalier
Officier
Commandeur